# 제이 잭슨

랜디 제이 잭슨 (Randy Jay Jackson, 1987년 10월 27일 ~ )은 미국 프로야구 내셔널 리그 샌프란시스코 자이언츠의 선수이다.
2008년 9라운드 281순위로 시카고 컵스에 입단했다. 2016년부터 4시즌 동안 일본 프로야구에서 불펜투수로 뛰었다. 지바 롯데 마린스 소속이던 2020년 7월 8일 대마초 소지 혐의로 체포되어 다음날 계약 해지 되었다. 2021년 샌프란시스코 자이언츠와 마이너 계약을 하였고, 7월 16일 메이저리그 로스터에 콜업이 되었다.